# Pilar Molina Llorente
Pilar Molina Llorente (n. 11 de diciembre de 1943 en Madrid) es una galardonada escritora infantil española. Entre otros galardones en 2013 recibió el Premio Edebé de literatura juvenil por Tesa.
Es licenciada en Bellas Artes, con estudios de música, filología y psicología. Ha traducido diversas obras infantiles y juveniles del italiano y del inglés al español.
Algunos de sus libros han sido ilustrados por Fuencisla del Amo de la Iglesia. 

## Premios
- 1964: Premio Doncel de novela por Ut y las estrellas[3]
- 1972: Premio Doncel 1971-1972 por El terrible florentino[3]
- 1973: Premio CCEI por El terrible florentino[3]
- 1978: Finalista del Premio Barco de Vapor por El mensaje de maese Zamaor [3]
- 1984: Lista de Honor de la CCEI por Patatita[3]
- 1994: Lista de Honor de la CCEI por La sombra de la daga[3]
- 1994: Premio "Mildred L. Batchelder" y el Premio de la American Library Association por El Aprendiz[4]
- 2013: Premio Edebé de literatura juvenil por Tesa.

## Obra
- Ut y las estrellas (1964)
- El terrible florentino (1973)
- Romualdo el grillo (1974)
- Carrousel 5 (1976)
- El mensaje de Maese Zamaor (1981)
- Patatita (1983)
- El parque de papel: poemas (1984)
- La visita de la Condesa (1987)
- El largo verano de Eugenia Mestre (1987)
- Aura gris (1988)
- El aprendiz (1989)
- Piñata: Libro del profesor (1990)
- La sombra de la daga (1993)
- Navidad, el regreso de Eugenia Mestre (1994)
- ¿Quién pasa primero? (1997)
- Pálpito de Sol (2001)
- Hora de Siesta (2006)
- A de alas, a de abuela (2012)
- Tesa. El despacho de don Baltasar de Garciherreros (2013)